# Роберт Бергман
Роберт Джордж Бергман (англ. Robert George Bergman, нар. 23 травня 1942, Чикаго, штат Іллінойс) — американський хімік.

## Біографія
В 1963 році закінчив факультет хімії в Карлтонському коледжі. Під орудою Джерома А. Берсона отримав ступінь доктора філософії. В 1966 році в Університеті Вісконсина. З 1966 по 1967 рр. був докторантом в лабораторії Рональда Бреслоу в Колумбійському університеті, Нью-Йорк. Згодом вступив до Каліфорнійського технологічного інституту (Caltech) в Пасадені, де був інструктором з навчення (1967–1969), доцентом (1969–1973) і повним професором (1973–1977). В 1977—2002 роках він був професором хімії в Каліфорнійському університеті в Берклі, а з 1978 року також є дослідником в Національній лабораторії Лоуренса в Берклі. З 2002 року — професор хімії Gerald E. K.
Бергман працює в галузі органічної хімії. В 1972 році відкрив циклізацію Бергмана.
З середини 1970-х років Бергман працює також у галузі металоорганічної хімії. Він дослідив синтез та реакції металлоорганічних комплексів та металоорганічних сполук з метал-кисневим та метал-азотними зв'язками. Він також виявив перші розчинні металоорганічні комплекси перехідних металів, до яких домігся додавати насичений вуглеводень.

## Нагороди та визнання
- 1963: Товариство Фі Бета Каппа
- 1964: Phi Lambda Upsilon
- 1966: Sigma Xi
- 1970-1975: премія для вчителів-науковців (Фонд Камілії та Генрі Дрейфуса)
- 1978: премія учнівського уряду за досконалість в навчанні (Каліфорнійський технологічний інститут)
- 1984: Національна академія наук США
- 1984: Американська академія мистецтв і наук
- 1985: премія за досягнення серед випускників (Carleton College)
- 1985: медаль Джона Байлара (Університет штату Іллінойс)
- 1986: премія ACS в органометалевій хімії (Американське хімічне товариство)
- 1987: премія Arthur C. Cope Scholar (Американське хімічне товариство)
- 1990: премія Едгара Ф. Сміта (Американське хімічне товариство)
- 1990: премія Айра Ремсена (Американське хімічне товариство)
- 1991: премія за заслуги (Національний інститут здоров'я)
- 1993: Премія Ернеста Орландо Лоуренса (міністерство енергетики)
- 1995: Каліфорнійська академія наук
- 1995: почесний доктор Карлетонського коледжу
- 1996: Премія імені Артура Коупа (Американське хімічне товариство)
- 1999: Американська асоціація сприяння розвитку науки
- 1999: Chemical Pioneer Award (Американський інститут хімії)
- 2001: премія Едварда Літа за викладання та дослідження в органічній хімії (Американське хімічне товариство)
- 2002: премія в галузі навчання (хімічний факультет Університету Берклі)
- 2003: премія Джеймса Ф. Норріса[de] (Американське хімічне товариство)
- 2003: премія Моні А. Ферст (Sigma Xi[en])
- 2004: Award for Excellence in Technology Transfer (Національна лабораторія Лоуренса в Берклі)
- 2007: NAS Award in Chemical Sciences[en] (Національна академія наук)
- 2008: T.W. Richards Medal, (Американське хімічне товариство, Північно-східна секція)
- 2010: Edward Frankland Prize Lectureship, (Королівське хімічне товариство)
- 2011: Премія Джозайя Вілларда Гіббса (Американське хімічне товариство, Чиказька секція)
- 2013: George A. Olah Award in Hydrocarbon or Petroleum Chemistry
- 2014: George A. Olah Award in Hydrocarbon or Petroleum Chemistry[de], (Американське хімічне товариство)
- 2014: Schulich Lectureship, Техніон
- 2014: Welch Award in Chemistry, (фонд Велча)
- 2014: Премія Роберта Робінсона[de], (Королівське хімічне товариство)
- 2017: Премія Вольфа з хімії
- 2017: Thomson Reuters Citation Laureates
- Американське хімічне товариство